# Lincoln (Argentyna)
Lincoln – miasto w Argentynie leżące w prowincji Buenos Aires, założone 19 lipca 1865 roku.
Nazwa miasta jest hołdem dla prezydenta Stanów Zjednoczonych Abrahama Lincolna. W roku 2001 Lincoln zamieszkiwało 41127 mieszkańców.